# Бичевый
Бичевый — посёлок в Ленинградском районе Краснодарского края Российской Федерации.
Административный центр Восточного сельского поселения.

## География
Посёлок находится на левом берегу реки Бечевая — правого притока реки Сосыка.

## Население
| 2002 | 2010  |
| ---- | ----- |
| 1363 | ↘1292 |

## Улицы
| - ул. Гагарина, - ул. Комарова, - ул. Кооперативная, - ул. Красная, | - ул. Молодёжная, - ул. Новая, - ул. Октябрьская, - ул. Парковая, | - ул. Промышленная, - ул. Северная, - ул. Школьная, - ул. Южная. |